# Linha e desenfiamento

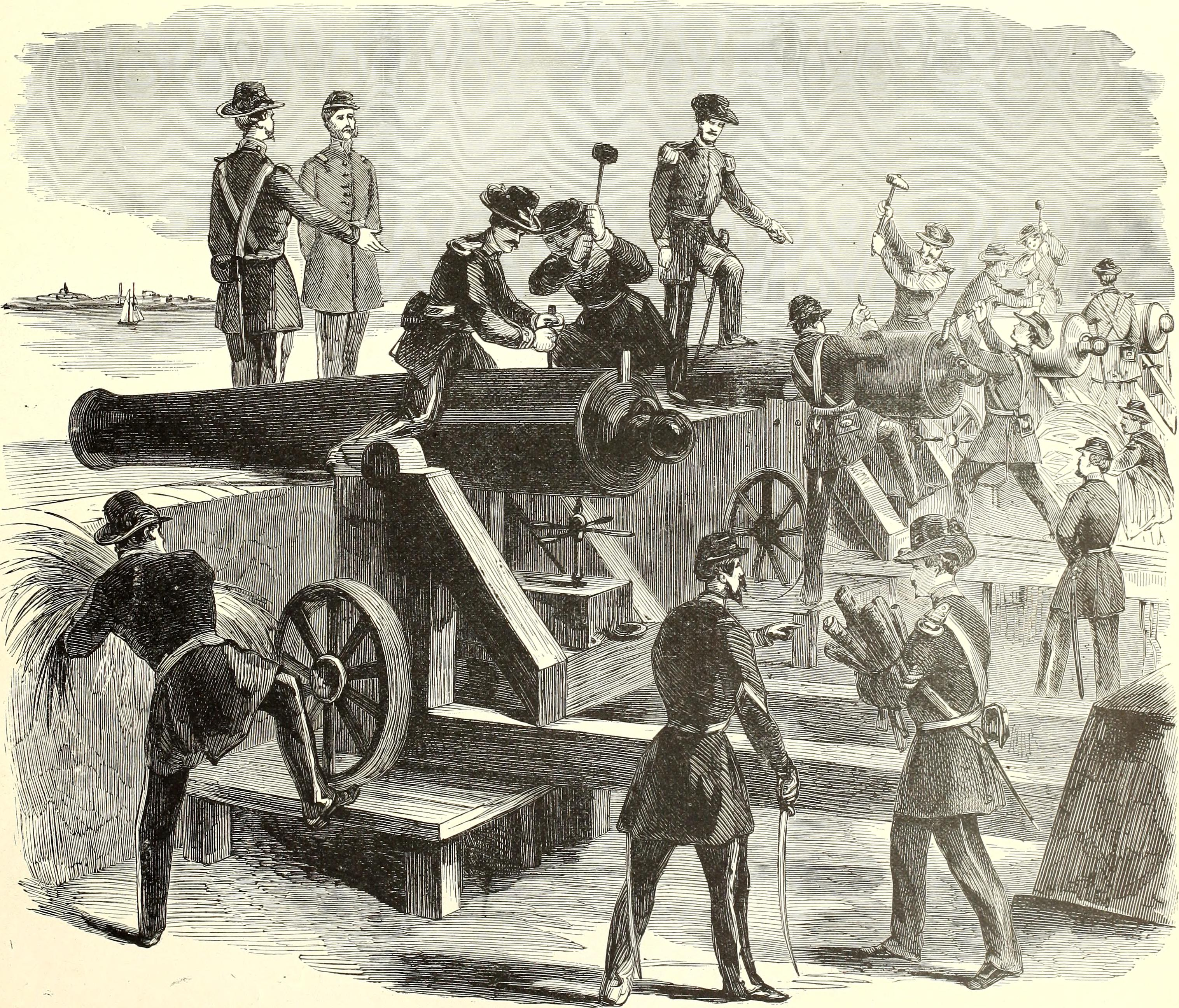
As armas colocadas para irradiar para todos os pontos do horizonte, com flanco e fogo enfilado, em todos os ângulos de aproximação.

A táctica militar, linha e desenfiamento  são conceitos usados para descrever uma formação militar de exposição ao fogo inimigo. Uma formação ou posição é "em linha" se as armas de fogo podem ser direcionadas ao longo do seu eixo mais longo. Uma unidade ou posição está "defilada" se usar obstáculos naturais ou artificiais para proteger ou se esconder da linha.